# Seth Zetterstrand
Seth Johan Henrik Zetterstrand, född 22 februari 1861 i Malmköping, Södermanland, död 24 augusti 1948 i Stockholm, var en svensk militär och kartograf.
Zetterstand var son till läkaren August Zetterstrand och Charlotta Huselius. Zetterstrand blev 1882 underlöjtnant vid Livregementets grenadjärkår och 1901 kapten vid Livregementet till fot (sedermera Livregementets grenadjärer). Redan 1895 hade han utnämnts till löjtnant vid Generalstaben, där han 1906 befordrades till överstelöjtnant. År 1909 erhöll han transport till Södermanlands regemente och var 1910-21 överste och chef för detsamma samt 1917-21 därjämte chef för 8:e infanteribrigaden.
Åren 1904-09 var Zetterstrand arbetschef för de ekonomiska kartarbetena vid Rikets allmänna kartverk och redigerade tillsammans med Axel Lagrelius Sverige i 32 kartblad. Skala 1:500 000 (1916) och utgav tillsammans med Karl D.P. Rosén Nordisk världsatlas (från 1920), den första svenska världsatlasen med enbart svenskt material. Den gavs ut till förmån för svenska Röda korset. Zetterstrand blev ledamot av Krigsvetenskapsakademien 1906.